# Fotbollsdomare

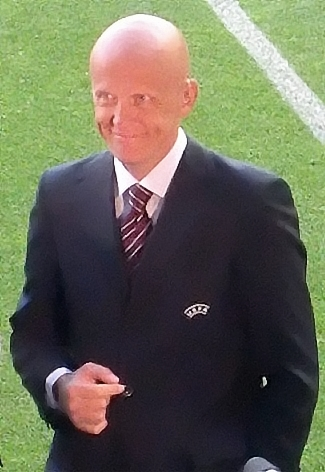
Pierluigi Collina, en av världens mest berömda fotbollsdomare.

En fotbollsdomare är den eller de ytterst ansvariga domare(n) under en match i fotboll. Regeln som reglerar vilka befogenheter och uppgifter en fotbollsdomare har då han eller hon bedömer en fotbollsmatch kallas helt enkelt "Domaren". Regeln fastslår vilka beslut (en) domare kan ta och på vilka grunder dessa beslut skall fattas. I de befintliga 17 spelregler för fotboll har regeln för domaren ordningstalet fem (5).
I ett endomarsystem döms matchen av en huvuddomare. I ett tredomarsystem har denne hjälp av två assisterande domare som springer längs med sidlinjen på var sin sida av planen. De assisterande domarna ansvarar för var sin planhalva, så de korsar därmed aldrig mittlinjen. I ett fyrdomarsystem har de huvuddomaren och de assisterande domarna hjälp av en fjärdedomare. I ett sexdomarsystem har huvuuddomaren, de assisterande domarna och fjärdedomarna hjälp av två extradomare, även kallade straffområdesdomare.

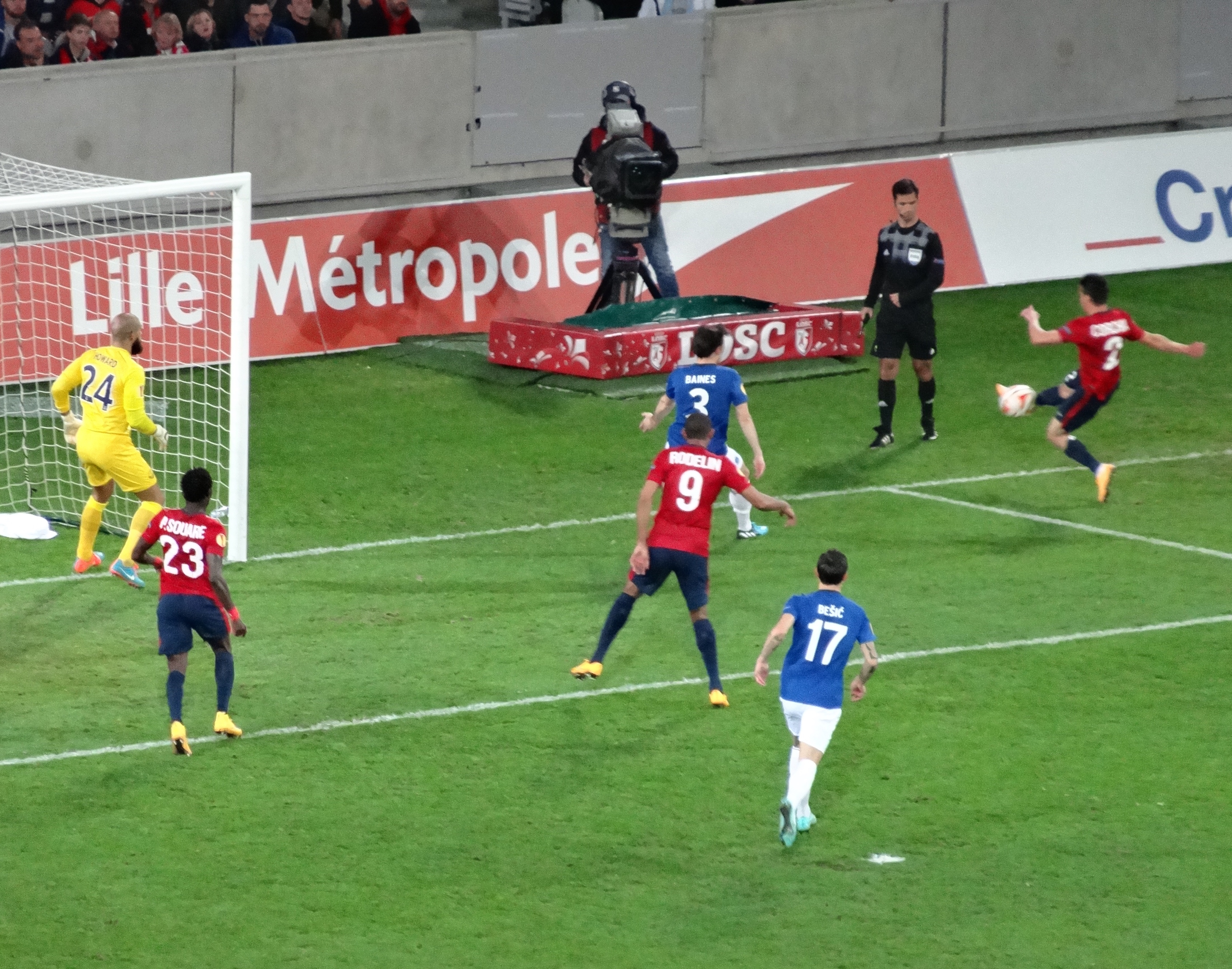
En extradomare bakom kortlinjen.

Huvuddomaren är som namnet antyder den domare som egentligen bestämmer och har sista ordet. Han eller hon är den enda domaren som befinner sig på spelplanen och det är han som bestämmer när spelet ska blåsas igång respektive av. De andra domarna bistår huvuddomaren men huvuddomaren har rätt att ignorera bistånd om denne vill. Domaren är utrustad med en visselpipa, med vilken han signalerar regelbrott, ett gult och ett rött kort, signalerar varning respektive utvisning och i vissa ligor en frisparkssprej, och visar var avståndet är vid frispark om så behövs. De två assisterande domarnas ansvarsområden är att bedöma offside och om en sådan är bestraffningsbar markera med sina tydliga flaggor samt om bollen passerat spelplanens begränsningslinjer, men de skall också bistå domaren i övrigt. En fjärdedomare huvuduppgift är att tillse att de som befinner sig inom det tekniska området (tränare, lagledare, lagläkare, ersättare/avbytare etc.) uppför sig korrekt, men också signalera för byten och tilläggstid med sin tavla. Även fjärdedomaren skall dock bistå domaren i den mån detta är tillbörligt. De två extradomarnas största uppgift är att bedöma händelser som sker i straffområdet och signalerar detta till domaren med en svart signalsticka.
Endomaresystem används främst i ungdomsfotboll och i de allra lägsta divisionerna. Tredomarsystem används i Sverige upp till och med damernas Elitettan och herrarnas Ettan. Fyrdomarsystem är i bruk i Damallsvenskan, Superettan och Allsvenskan. Sexdomarsystem används i de allra största turneringarna, bland annat i UEFA Champions League och VM
Välkända fotbollsdomare var bland andra Anders Frisk (Sverige) och Pierluigi Collina (Italien), båda har dock avslutat sina respektive domarkarriärer.

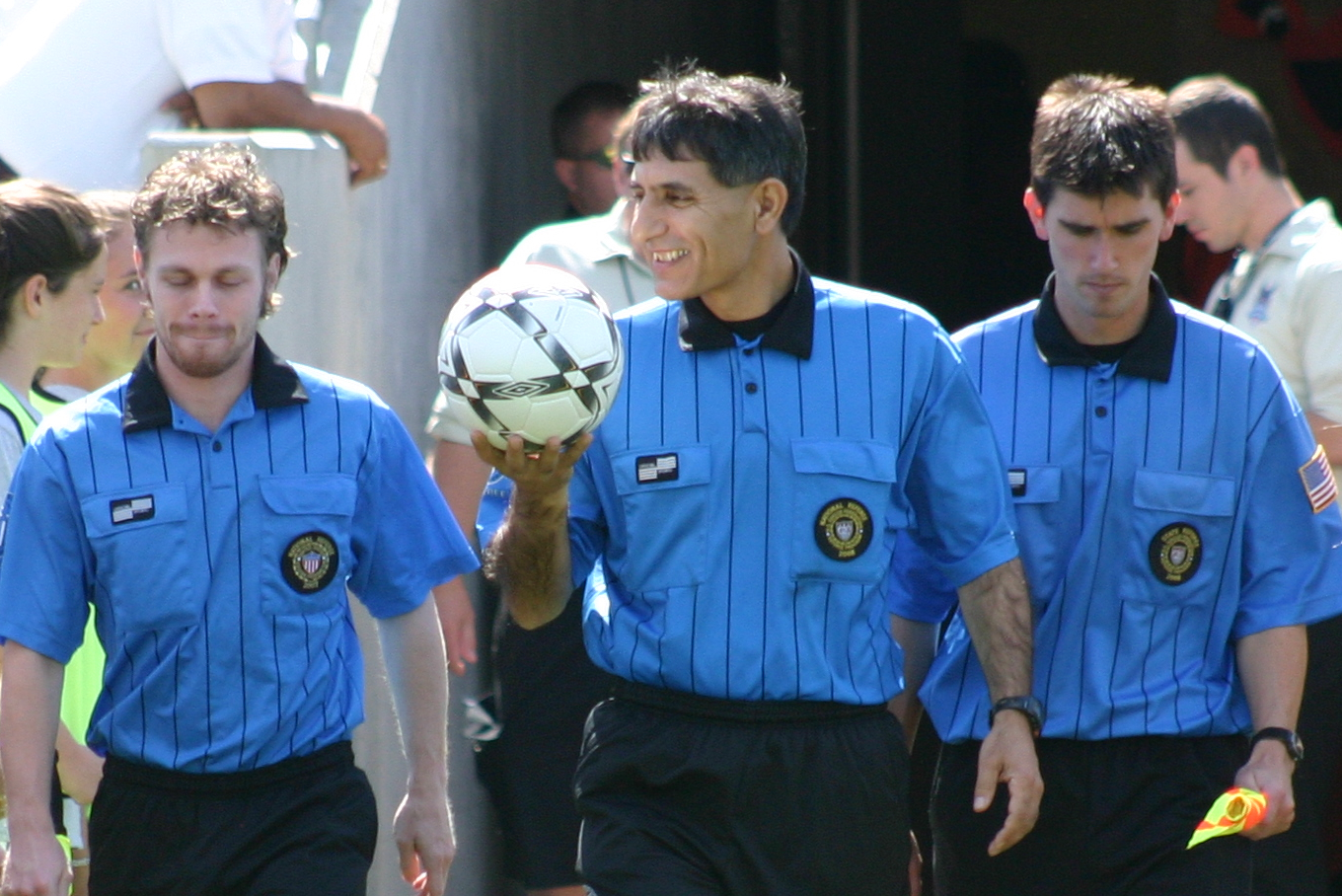
Ett domarteam. En huvuddomare och två assisterande domare. Fjärdedomaren är inte med på bilden.

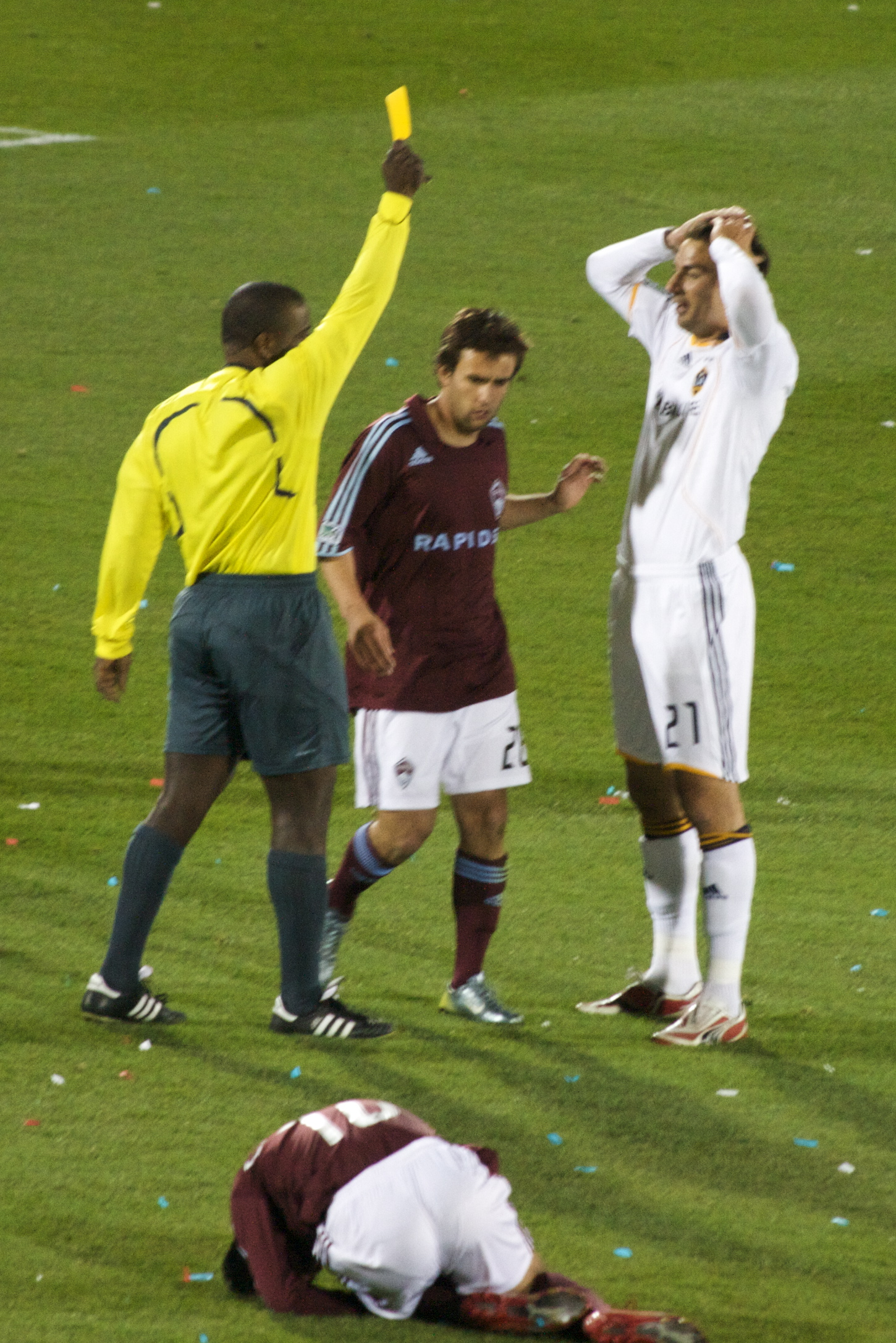
Domaren varnar en spelare genom att visa upp det gula kortet.

## Historik
De fotbollsregler som gäller idag härstammar från den första uppsättningen med 14 regler som det engelska fotbollsförbundet, Football Association, gav ut den 8 december 1863. Förbundet bestod av 13 Londonklubbar som ville skapa enhetliga regler för fotboll som spelades i många lokala varianter över hela landet.